# اوت‌کست
اوت‌کَست (انگلیسی: Outkast) یک گروه دونفره هیپ‌هاپ آمریکایی بود که در سال ۱۹۹۲ در آتلانتا، جورجیا تشکیل شد و اعضای آن بیگ بوی (آنتوان پاتون) و آندره ۳۰۰۰ بودند.
این گروه دونفره که به‌طور گسترده به‌عنوان یکی از بزرگ‌ترین و تأثیرگذارترین گروه‌های هیپ‌هاپ تمام دوران شناخته می‌شود، از اواسط دهه ۱۹۹۰ تا اوایل دهه ۲۰۰۰ هم تحسین منتقدان و هم موفقیت تجاری را به دست آورد و با اشعار پیچیده، ملودی‌های به‌یادماندنی و مضامین مثبت خود، به محبوبیت هیپ‌هاپ جنوبی کمک کرد، در حالی که طیف متنوعی از ژانرها مانند فانک، سایکدلیک، جاز و تکنو را آزمایش می‌کرد.